# Guglielmo Segato
Guglielmo Segato, född 23 mars 1906 i Piazzola sul Brenta, död 19 april 1979 i Motta di Livenza, var en italiensk tävlingscyklist.
Segato blev olympisk guldmedaljör i linjeloppet vid sommarspelen 1932 i Los Angeles.